# Amburana
Amburana es un género de plantas fanerógamas  perteneciente a la familia Fabaceae. Comprende 6 especies descritas y de estas, solo 2 aceptadas.

## Taxonomía
El género fue descrito por Schwacke & Taub. y publicado en Nat. Pflanzenfam. 3(3): 387. 1894.

## Especies aceptadas
A continuación se brinda un listado de las especies del género Amburana aceptadas hasta julio de 2014, ordenadas alfabéticamente. Para cada una se indica el nombre binomial seguido del autor, abreviado según las convenciones y usos.	
- Amburana acreana (Ducke) A.C.Sm.
- Amburana cearensis (Allemão) A.C.Sm.